# Hanau
Pour les articles homonymes, voir Hanau (homonymie).

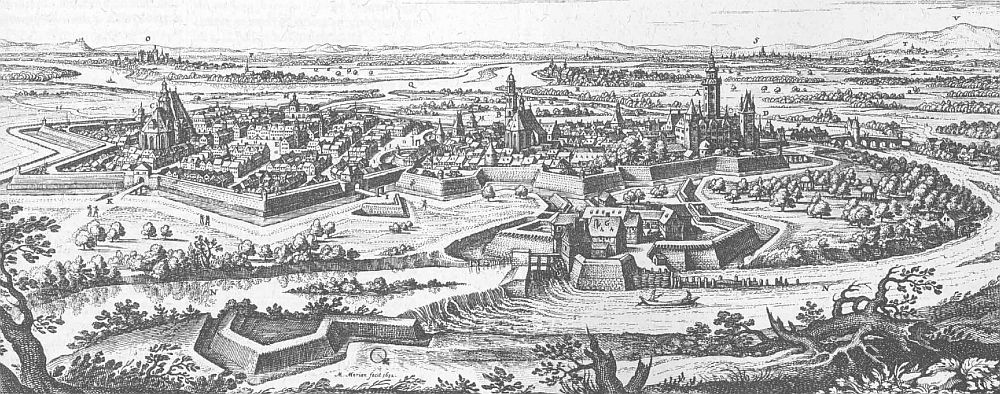
En 1655, protégé par les eaux du Main et de la rivière Kinzig et des fortifications

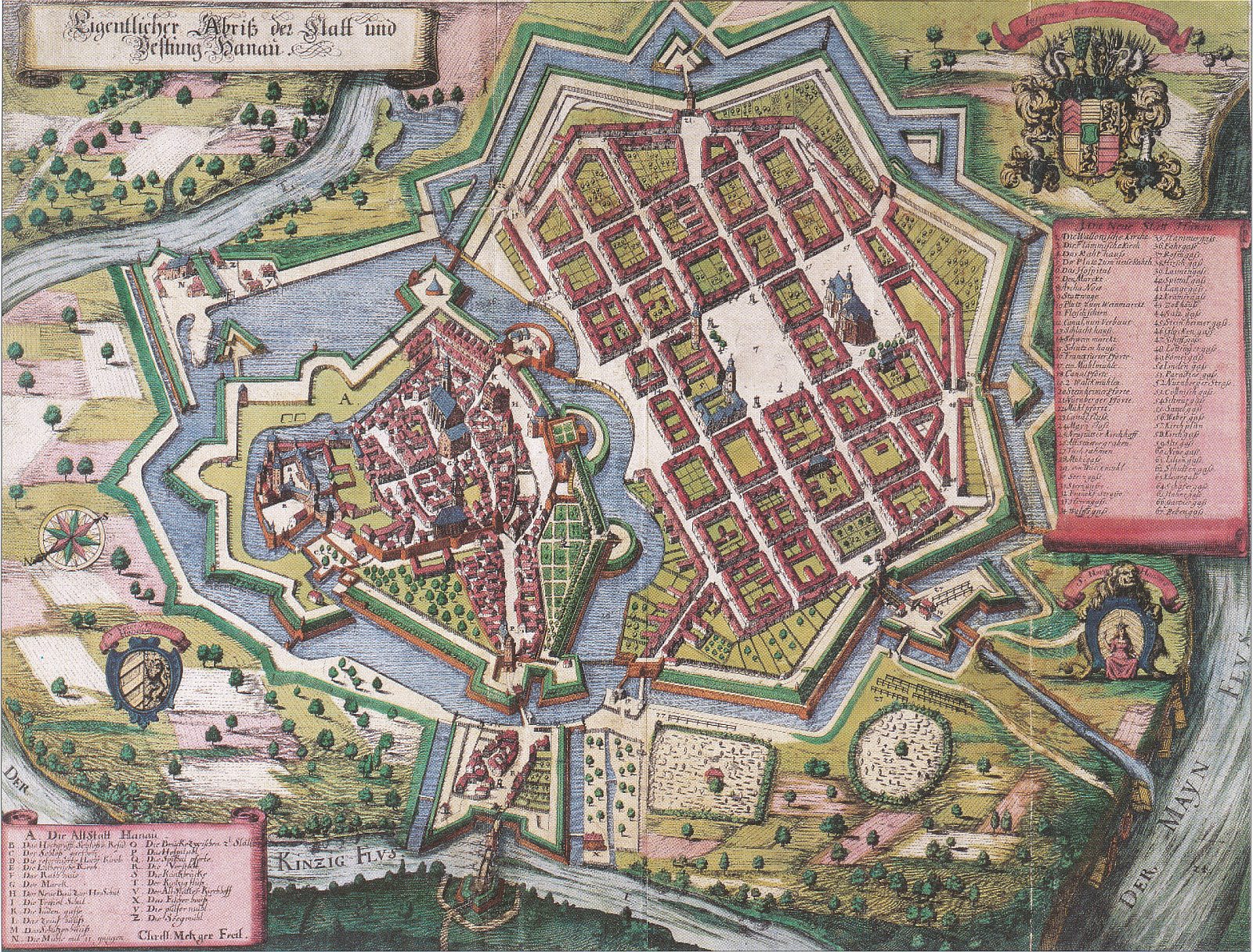
Vieille ville et nouvelle ville, forteresse Hanau 1684

Hanau (/ˈhaːnaʊ̯/) est une ville d'Allemagne, située dans le Land de Hesse, sur le Main. Elle compte 103 184 habitants. C'est une ville commerciale et industrielle (orfèvrerie), proche de Francfort, lieu de naissance des Frères Grimm.

## Géographie
Faubourgs : Centre-ville, Kesselstadt, Großauheim, Klein-Auheim, Mittelbuchen, Steinheim, Wolfgang.

## Histoire
| Appartenances historiques Seigneurie de Hanau 1143–1429 Comté de Hanau 1429–1458 Comté de Hanau-Münzenberg 1458–1642 Comté de Hanau-Lichtenberg 1642–1736 Landgraviat de Hesse-Cassel 1736–1803 Principauté de Hanau 1803–1810 Grand-duché de Francfort 1810–1813 Électorat de Hesse 1813–1866 Royaume de Prusse (Province de Hesse-Nassau) 1866–1918 République de Weimar 1918–1933 Reich allemand 1933–1945 Allemagne occupée 1945–1949 République fédérale d'Allemagne 1949-1990 Allemagne 1990–présent |

La ville de Hanau se composait d’une vieille ville fortifiée, protégé au nord par la rivière la Kinzig, qui  rejoint le Main à Hanau même. Après la Nuit de la Saint-Barthélemy et un an avant l'Édit de Nantes, Philippe Louis II conclut un accord avec les réfugiés des  Pays-Bas espagnols le 1er juin 1597. 150 ans plus tard, environ 70 familles huguenots se sont installés à Hanau. Au sud, une nouvelle ville (Neustadt), également fortifiée, fut construite en 1597 avec un plan orthogonal et une double église Église wallonno-néerlandaise de Hanau, le culte était célébré en français et en néerlandais, la partie néerlandaise est aujourd'hui reconstruite.

### Pasteurs de l'église
Quatorze pasteurs remplirent le cadre de l'église entre 1594 et 1849. Ils y exerçaient parfois leur fonction à deux, voire à trois.
- Théophile Blévet (1594-1595) ;
- Frédéric Billet (1595-1621) ;
- Charles de Nielles (1599-1604) ;
- Jacques Caron (1599-1606) ;
- Clément Dubois (1609-1640) ;
- Mathieu Royer (1624-1662) ;
- Clément Royer (1653-1670), fils du précédent ;
- Pierre Philippe (1663- ?) ;
- Jacques Crégut (1668-1723) ;
- David Ancillon (1685-1686) ;
- Charles Légier (1690- 1740)
- Bernhard Roediger (dates de vie: 1731-1811)
- Christian Roediger (1773-1840)
- Achilles Roediger (1812-1868)

Les réfugiés religieux de France et des Pays-Bas n'avaient pas été particulièrement bien accueillis auparavant dans la ville impériale de Francfort et avaient donc intérêt à quitter la zone de souveraineté de Francfort, dominée par les luthériens, pour se rendre dans une région calviniste, sans pour autant s'éloigner trop de la place de foire de Francfort. De plus, le comte de Hanau était loin d'être aussi puissant que la riche ville de Francfort et était donc prêt à faire des concessions économiques et politiques.
Avec les réfugiés, des capitaux et des capacités dans la fabrication de produits de luxe sont arrivés dans la ville, notamment des drapiers, des passementiers (fabricants de galons, de rubans, d'écharpes et de glands), des tisseurs de lin et de tissus, des tricoteurs de pantalons et de bas, des chapeliers, des orfèvres et des peintres, comme Daniel Soreau. Les deux villes ont coexisté en parallèle jusqu'en 1821.
En 1758, durant la guerre de Sept Ans la ville fut prise par les troupes Françaises.
Le 19 mars 1945 un bombardement britannique anéantit cette cité.
La reconstruction d’après guerre a gardé le plan d’origine. Les immeubles ne sont guère élevés, trois étages au plus. On devine la vieille ville par son tracé irrégulier, la nouvelle par son tracé en damier.
L’hôtel de ville  fut restauré à l’identique, une fontaine datée de 1606, orne encore la place du marché, les bâtisseurs de l’après-guerre ont inclus dans quelques demeures des éléments anciens. Même le cimetière, près de la gare principale, fut remodelé.
Pour cette raison Hanau ne figure guère sur les guides touristiques cependant à l’ouest se situe le château de Philippsruhe au bord du Main.
Le château de Philippsruhe, (ce qui signifie le repos de Philippe, comme Karlsruhe est le repos de Karl) fut édifié par le comte Philipp Reinhardt von Hanau-Lichtenberg  au début du XVIIe siècle par l’architecte Julius Ludwig Rothweil aidé de l’ingénieur français Jacques Girard.
Par la suite une orangerie fut construite en contrebas du parc protégé des vents par de hauts murs. Au XIXe siècle un pavillon de thé s’éleva au bout de l’allée dominant le Main. Les salles du château permettent de découvrir de nombreux artistes plus ou moins connus nés à Hanau ou y ayant exercé leur talents.
Les 30 et 31 octobre 1813, les corps austro-bavarois commandés par Karl Philipp von Wrede attaquent l'armée française de Napoléon qui retraite après la défaite de Leipzig lors de la bataille de Hanau. L'armée française pourra toutefois continuer sa retraite.

## Villes jumelées
- Dartford (Royaume-Uni)
- Conflans-Sainte-Honorine (France) depuis 1965
- Francheville (France)
- Iaroslavl (Russie)
- Tottori (Japon)
- Taizhou (Chine)
- Doorn (Pays-Bas) jusqu'à 2009
- Nilüfer (Turquie)

Villes amies
- Waltershausen (Allemagne) depuis 1990
- Pays de Hanau (France)

## Personnalités liées
À Hanau sont nés :
- Franciscus de le Boë Sylvius (1614-1672), médecin et anatomiste
- Anselm Franz von Ingelheim (1622-1695), archichancelier du Saint-Empire romain germanique.
- Georges-Adam Junker (1720-1805), littérateur, professeur d'allemand et traducteur allemand, installé à Paris.
- Franz von Cancrin (1738-1816), minéralogiste et écrivain allemand
- Comte George von Cancrin (1774-1845), économiste allemand,
- Jacob Grimm (1785-1863), auteur de contes et linguiste
- Wilhelm Grimm (1786-1859), auteur de contes et linguiste
- Moritz-Daniel Oppenheim (1801-1882), peintre
- Louis Appia (1818-1898), chirurgien
- Adolf von Deines (1852-1914), général
- Georg von Küchler (1881-1968) officier
- Gustav-Adolf von Zangen (1892-1964) général allemand
- Paul Hindemith (1895-1963), compositeur
- Rolf Rafflewski (1943-), peintre, dessinateur, illustrateur et lithographe
- Daniela Schadt (1960-), journaliste et compagne du président fédéral Joachim Gauck
- Elisabeth Schmitz (1893-1977), historienne, résistante au nazisme
- Bodo Sperling (1952- ) artiste, inventeur et synesthète
- Rudi Völler (1960- ), footballeur
- Thomas Berthold (1964- ), footballeur
- Walter Zwi Bacharach (1928-2014), historien